# Serena Auñón-Chancellor
Serena Maria Auñón-Chancellor (Indianápolis, 9 de abril de 1976) é uma médica, engenheira e ex-astronauta norte-americana.

## Carreira
Engenheira formada pela Universidade George Washington e médica formada pela Universidade do Texas, onde também concluiu um mestrado em saúde pública, foi contratada pela NASA como cirurgiã de voo e passou nove meses na Rússia apoiando as operações médicas para os astronautas da Estação Espacial Internacional, servindo também na equipe de cirurgiões em terra das missões STS-127 e Expedição 22. Ela também serve como chefe-adjunta das operações médicas do projeto Orion, na NASA. 
Em 2009 foi selecionada para o curso de astronautas da agência espacial americana concluindo a qualificação em 2011 como integrante do Grupo 20. Como parte do treinamento ela passou dois meses na Antártida como parte da expedição ANSMET, que explorou novas áreas do continente gelado onde outras equipes poderiam ir, recolhendo cerca de 1200 meteoritos do solo congelado durante a expedição. Em 2012 ela participou da missão de exploração submarina NEEMO 16 como piloto do submersível Deepworker 2000 em Key Largo, na Flórida, e em 2015 como aquanauta na tripulação da NEEMO 20.
Serena foi ao espaço em 6 de junho de 2018 como engenheira de voo da nave russa Soyuz MS-09 para uma missão de seis meses como integrante das Expedições 56 e 57 na  Estação Espacial Internacional. Durante a missão, entre outras atividades científicas, ela operou o braço robótico Canadarm2 para desacoplar a nave não-tripulada Cygnus da ISS e fez experiências com células embrionárias para estudar como a microgravidade afeta seu crescimento. Retornou à Terra após 196 dias no espaço junto com a tripulação da Soyuz, que aterrisou em segurança nas estepes do Casaquistão. 
Ela é operadora licenciada de radioamadorismo com o sinal de chamada KG5TMT.

### Astronauta gerente
Desde 2019 Aunon-Chancellor é uma Astronauta Gerente não elegível para voos espaciais, onde aborda os problemas médicos e apoio em órbita no Escritório dos Astronautas.

## Prêmio
Em 2009, ano de seu ingresso na NASA, Serena Auñón-Chancellor recebeu o prestigioso prêmio Julian E. Ward Memorial Award da Associação Médica Aeroespacial (AsMA) por sua contribuição científica e profissional  para a saúde clínica das tripulações de voos espaciais e pelo desenvolvimento de estojos médicos para apoiar os lançamentos e aterrissagens das naves espaciais no Casaquistão. 